# Aydat
Aydat település Franciaországban, Puy-de-Dôme megyében. Lakosainak száma 2548 fő (2022. január 1.). Aydat Saint-Genès-Champanelle, Aurières, Cournols, Nébouzat, Saint-Nectaire, Saint-Saturnin, Saulzet-le-Froid és Le Vernet-Sainte-Marguerite községekkel határos.

## Népesség
A település népességének változása:
| Lakosok száma | 2259 | 2329 | 2379 | 2373 | 2422 | 2466 | 2511 | 2524 | 2548 |
|               | 2013 | 2015 | 2016 | 2017 | 2018 | 2019 | 2020 | 2021 | 2022 |